# Драгушица
Драгушица је насеље у Србији у општини Кнић у Шумадијском округу. Према попису из 2022. има 200 становника (према попису из 2011. било је 220 становника).

## Демографија
У насељу Драгушица живи 202 пунолетна становника, а просечна старост становништва износи 43,1 година (41,2 код мушкараца и 44,8 код жена). У насељу има 73 домаћинства, а просечан број чланова по домаћинству је 3,38.
Ово насеље је великим делом насељено Србима (према попису из 2002. године).
|  |

| Демографија | Демографија | Демографија |
| Година      | Становника  | Становника  |
| ----------- | ----------- | ----------- |
| 1948.       | 404         |             |
| 1953.       | 376         |             |
| 1961.       | 342         |             |
| 1971.       | 343         |             |
| 1981.       | 319         |             |
| 1991.       | 236         | 232         |
| 2002.       | 247         | 247         |
| 2011.       | 220         |             |
| 2022.       | 200         |             |

| Етнички састав према попису из 2002.‍ | Етнички састав према попису из 2002.‍ | Етнички састав према попису из 2002.‍ | Етнички састав према попису из 2002.‍ | Етнички састав према попису из 2002.‍ |
| ------------------------------------ | ------------------------------------ | ------------------------------------ | ------------------------------------ | ------------------------------------ |
|                                      |                                      |                                      |                                      |                                      |
| Срби                                 | Срби                                 |                                      | 246                                  | 99,59%                               |
| Хрвати                               | Хрвати                               |                                      | 1                                    | 0,40%                                |
| непознато                            | непознато                            |                                      | 0                                    | 0,0%                                 |

| Година пописа     | 1948. | 1953. | 1961. | 1971. | 1981. | 1991. | 2002. |
| ----------------- | ----- | ----- | ----- | ----- | ----- | ----- | ----- |
| Број домаћинстава | 81    | 80    | 78    | 79    | 78    | 72    | 73    |

| Број чланова      | 1  | 2  | 3 | 4  | 5  | 6 | 7 | 8 | 9 | 10 и више | Просек |
| ----------------- | -- | -- | - | -- | -- | - | - | - | - | --------- | ------ |
| Број домаћинстава | 14 | 20 | 6 | 11 | 10 | 8 | 2 | 1 | 0 | 1         | 3,38   |

| Пол    | Укупно | Неожењен/Неудата | Ожењен/Удата | Удовац/Удовица | Разведен/Разведена | Непознато |
| ------ | ------ | ---------------- | ------------ | -------------- | ------------------ | --------- |
| Мушки  | 96     | 24               | 64           | 8              | 0                  | 0         |
| Женски | 110    | 11               | 65           | 34             | 0                  | 0         |
| УКУПНО | 206    | 35               | 129          | 42             | 0                  | 0         |

| Пол    | Укупно                    | Пољопривреда, лов и шумарство | Рибарство                            | Вађење руде и камена | Прерађивачка индустрија       |
| ------ | ------------------------- | ----------------------------- | ------------------------------------ | -------------------- | ----------------------------- |
| Мушки  | 57                        | 25                            | 0                                    | 0                    | 18                            |
| Женски | 35                        | 21                            | 0                                    | 0                    | 5                             |
| УКУПНО | 92                        | 46                            | 0                                    | 0                    | 23                            |
| Пол    | Производња и снабдевање   | Грађевинарство                | Трговина                             | Хотели и ресторани   | Саобраћај, складиштење и везе |
| Мушки  | 2                         | 0                             | 6                                    | 0                    | 6                             |
| Женски | 0                         | 0                             | 2                                    | 2                    | 0                             |
| УКУПНО | 2                         | 0                             | 8                                    | 2                    | 6                             |
| Пол    | Финансијско посредовање   | Некретнине                    | Државна управа и одбрана             | Образовање           | Здравствени и социјални рад   |
| Мушки  | 0                         | 0                             | 0                                    | 0                    | 0                             |
| Женски | 0                         | 1                             | 1                                    | 1                    | 2                             |
| УКУПНО | 0                         | 1                             | 1                                    | 1                    | 2                             |
| Пол    | Остале услужне активности | Приватна домаћинства          | Екстериторијалне организације и тела | Непознато            | Непознато                     |
| Мушки  | 0                         | 0                             | 0                                    | 0                    | 0                             |
| Женски | 0                         | 0                             | 0                                    | 0                    | 0                             |
| УКУПНО | 0                         | 0                             | 0                                    | 0                    | 0                             |